# Adolf Gröber
Adolf Gröber (Riedlingen, 11 febbraio 1854 – Berlino, 19 novembre 1919) è stato un politico e avvocato tedesco.

## Biografia

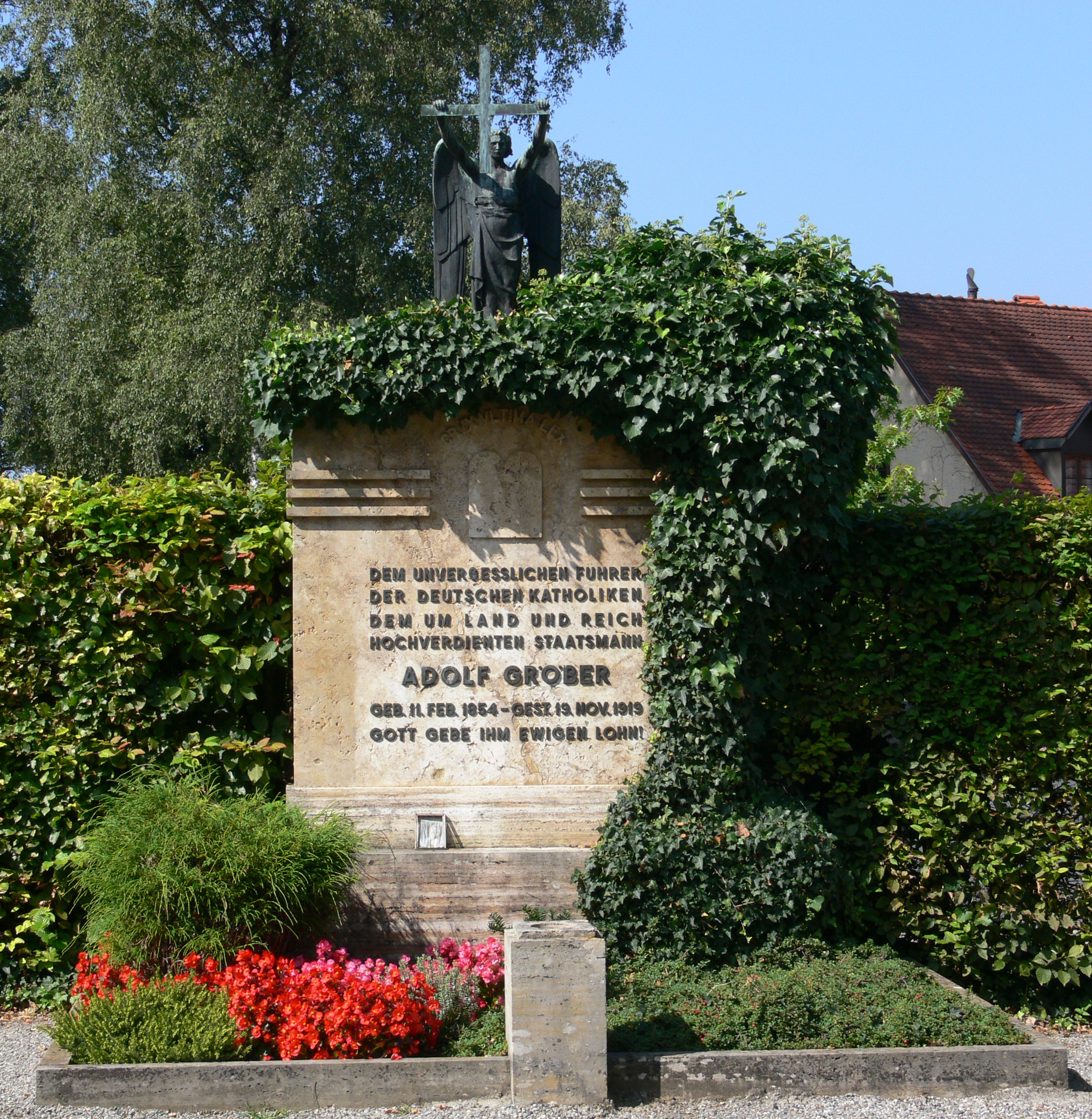
Tomba a Weingarten con la scritta "All'indimenticabile leader dei cattolici tedeschi, lo statista Adolf Gröber, che ha dato grandi contributi al Paese e all'Impero...Dio gli conceda la ricompensa eterna!"

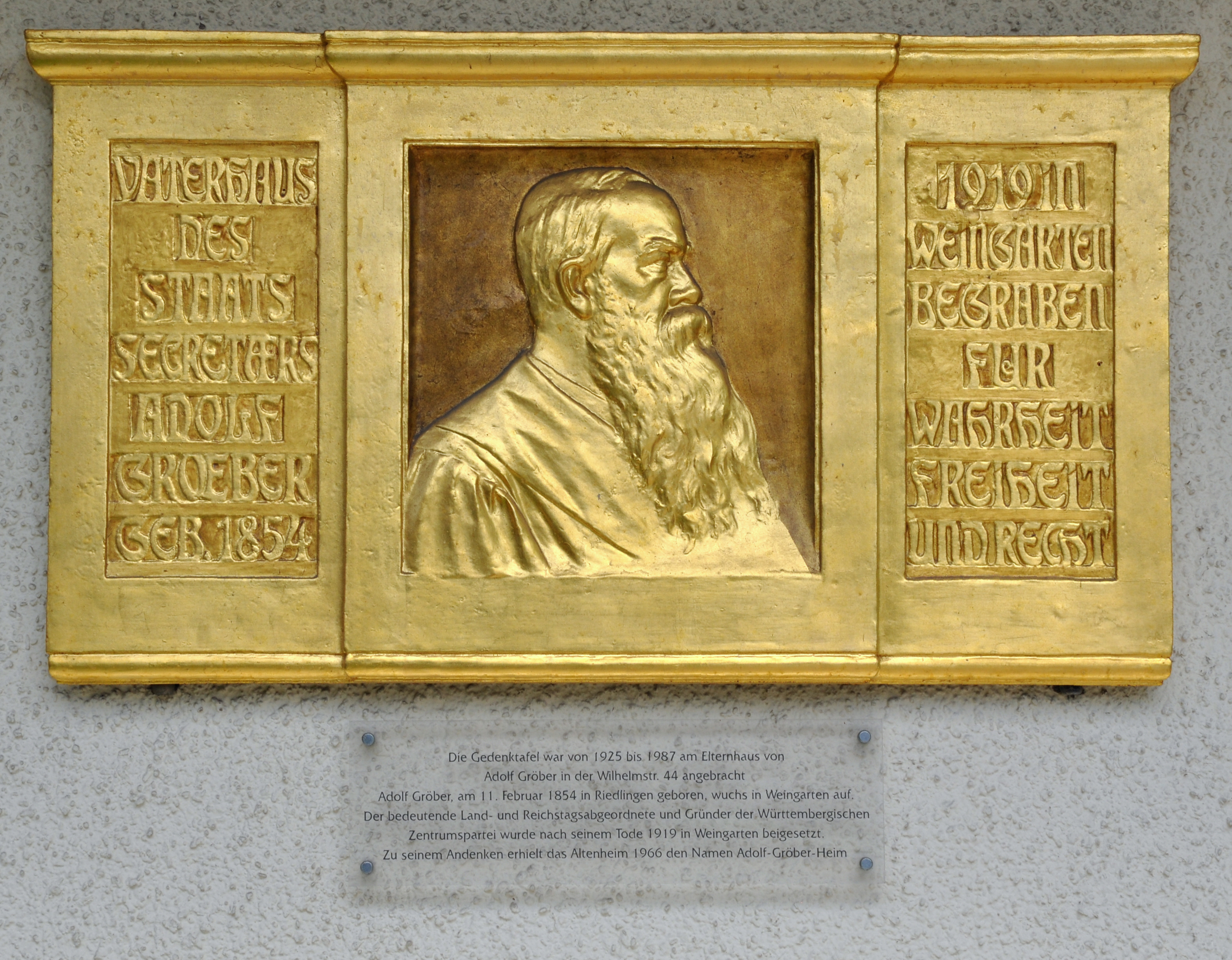
Targa commemorativa con ritratto in rilievo presso l'Adolf-Gröber-Heim a Weingarten (installata nella casa dei genitori di Gröber in Wilhelmstrasse 44 dal 1925 al 1987)

Nato a Riedlingen, Gröber crebbe a Weingarten. Dopo essersi diplomato al liceo di Stoccarda nel 1872, studiò legge a Tubinga, Lipsia e Strasburgo. Fu membro attivo delle Katholische Studentenverbindung ("Associazioni studentesche cattoliche") della Kartellverband katholischer deutscher Studentenvereine (KV) ("Cartello dell'Associazione delle società studentesche cattoliche tedesche"): a Tubinga con l'Alamannia, a Lipsia con la Teutonia, da lui co-fondata, e a Strasburgo con la Frankonia. Completò il tirocinio legale a Rottweil. Inizialmente lavorò come giudice distrettuale a Neresheim e Saulgau, per poi diventare pubblico ministero a Rottweil e poi a Ravensburg. Dagli anni 1890 fu giudice del tribunale distrettuale di Schwäbisch Hall e in seguito direttore del tribunale distrettuale di Heilbronn. Dal 1890 fino alla sua morte fu membro del consiglio direttivo dell'Associazione popolare per la Germania cattolica. Fu presidente delle Katholikentag ("Giornate cattoliche") a Dortmund nel 1896 e ad Essen nel 1906.
Gröber è sepolto nel Kreuzbergfriedhof a Weingarten. Da lui prendono il nome l'Adolf-Gröber-Haus der St.Anna-Hilfe für ältere Menschen a Weingarten e l'Adolf-Gröber-Straßen a Laupheim, Ravensburg, Stoccarda e Riedlingen.

## Attività politica
Dalla fine degli anni 1880, Gröber si batté per la creazione di un'organizzazione centrale indipendente nel Württemberg, avvenuta poi nel 1895. Fu de facto presidente dello Stato (ufficialmente la carica era ricoperta da Alfred Rembold) e la figura di spicco indiscussa del Partito di Centro del Württemberg fino alla sua morte.
Dal 1887 Gröber sedette al Reichstag dell'Impero tedesco per la circoscrizione Württemberg 15 (Ehingen, Blaubeuren, Laupheim, Münsingen). Dal 1889 fino alla sua morte fu anche membro del parlamento statale del Württemberg (prima come Regno di Württemberg e dal 1918 come Stato libero popolare del Württemberg) e nel 1917 divenne capogruppo del Partito di Centro al Reichstag.
Fino alla sua morte, Gröber fu membro dell'Assemblea nazionale di Weimar, dove guidò il gruppo del Partito di Centro. Apparteneva alla "Commissione per la consultazione preliminare del progetto di costituzione per il Reich tedesco".

## Uffici pubblici
Nel governo del principe Massimiliano di Baden, Gröber fu coinvolto come ministro senza portafoglio.